# 坡頭区
坡頭区（はとうく）は中華人民共和国広東省湛江市に位置する市轄区。

## 行政区画
下部に2街道、5鎮を管轄する
- 街道
  - 南調街道、麻斜街道
- 鎮
  - 坡頭鎮、南三鎮、乾塘鎮、竜頭鎮、官渡鎮